# Polilla de los libros

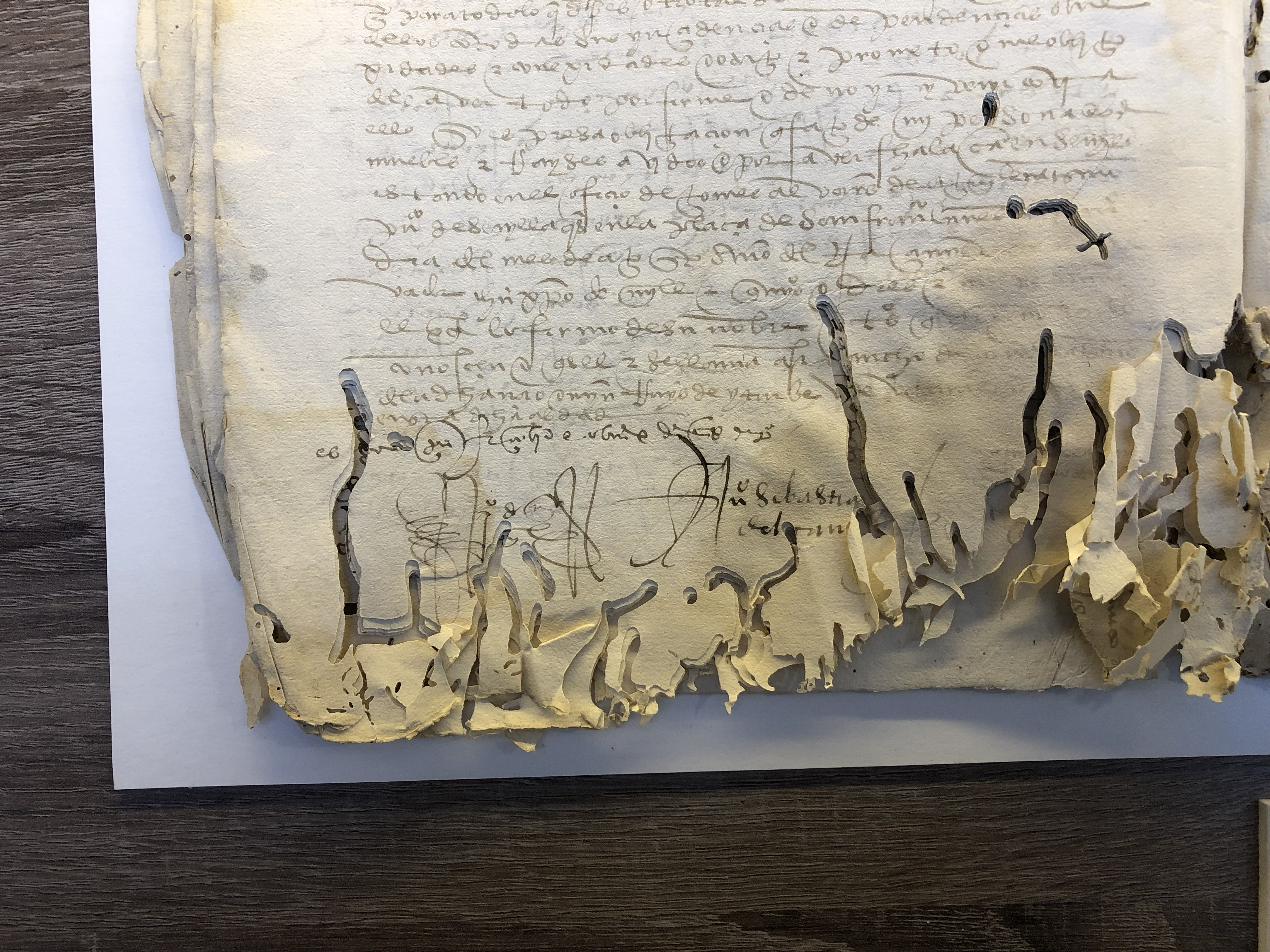
Manuscrito de 1519 dañado por la acción de insectos.

En forma genérica se denomina polilla de los libros a todos los insectos que se alimentan de papel o de los materiales utilizados en la encuadernación de libros.
Esta denominación se suele utilizar para referirse a las larvas de ciertos gorgojos, aunque se aplica a cualquier especie de insecto que se alimente de madera, o partes de las plantas que contengan almidón, y que por lo tanto se puede sentir atraído por el material que conforma un libro.

## Especies
Las larvas de los gorgojos que atacan los libros miden menos de medio milímetro, por lo que es muy difícil notarlas y solo se las detecta cuando se observan los efectos de su alimentación. Esta “polilla de los libros” es un gorgojo de la familia de los bostríquidos, del orden coleópteros. El gorgojo común del mobiliario Anobium punctatum, muy común en países con clima templado puede atacar a los libros; sus larvas producen túneles en el papel.
Además de las larvas de gorgojo, las larvas de algunas polillas o mariposas nocturnas también dañan los libros. Estas orugas de mariposa pertenecen a la familia oecofóridos, del orden lepidópteros.
Otro tipo de polilla de los libros son los llamados piojos de los libros, los mismos son insectos de cuerpo blando que no poseen alas y sumamente destructivos que se alimentan de las tapas de los libros especialmente del polvo y de los hongos que se alojan en ellas. El piojo de los libros pertenece al orden de los psocópteros.
Los insectos que atacan adhesivos y revestimientos incluyen Stegobium paniceum que se alimenta de papel produciendo una galería que recorre el libro. También el denominado pececillo de plata daña el papel.

## Tratamiento de libros infestados

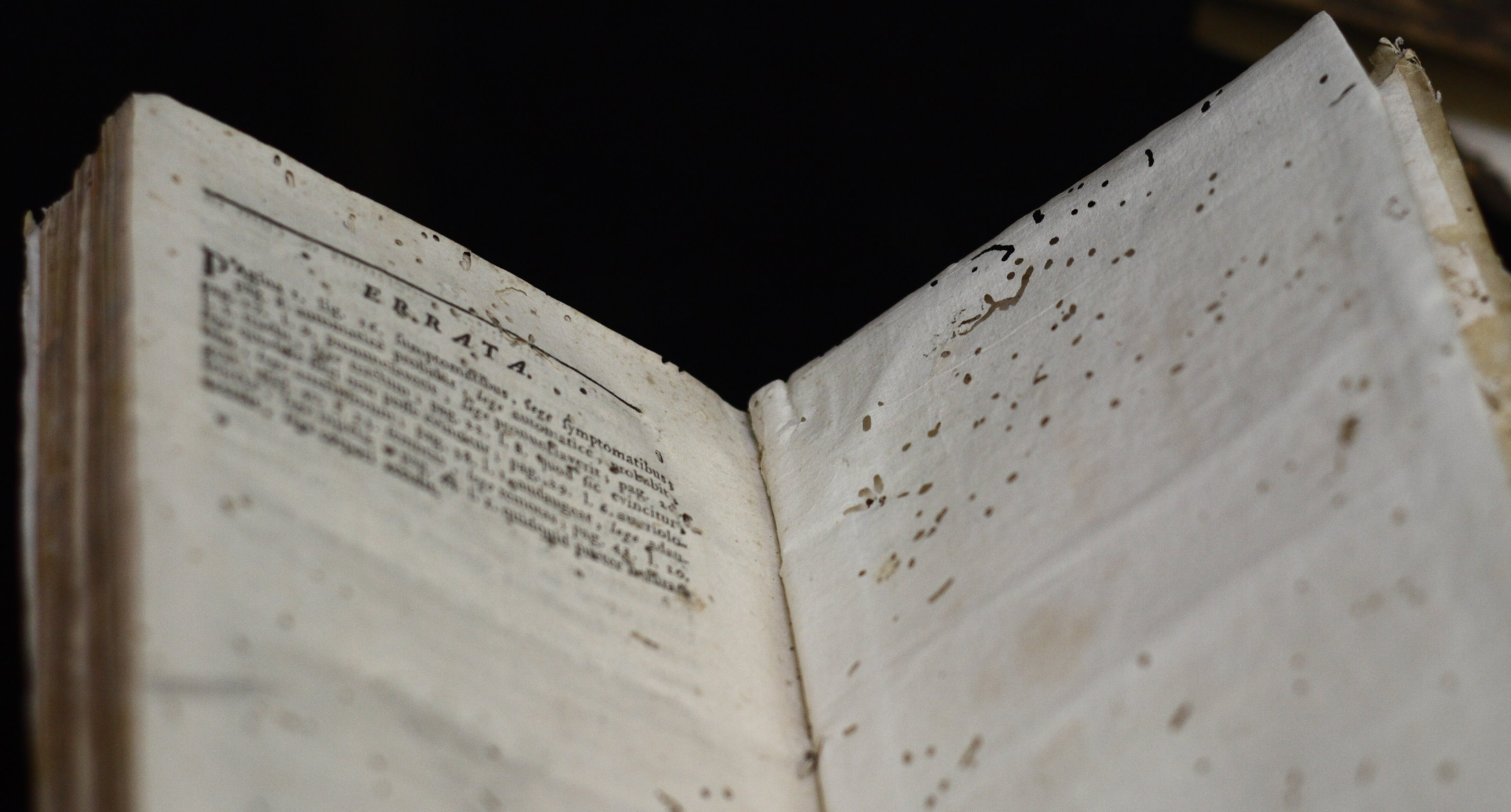
Hojas de un libro dañadas por la acción de larvas de la polilla de los libros.

Existen diversos tratamientos que se pueden utilizar para combatir las larvas y gorgojos que han infestado libros. Lo primero que se hace es aislar los libros infestados en un sector especial muchas veces previo a colocarlos en bolsas de plástico. El tipo de tratamiento que se aplica se elige luego de evaluar la magnitud de la infestación, el material de los libros y su valor.
Los tratamientos más comunes son:
- Baja temperatura

Exposición de los libros a una temperatura inferior a -30 °C durante tres días o -18 °C, durante un par de semanas.
- Temperatura elevada

Exposición de los libros a una temperatura superior a los 50 °C durante 1 día.
- Anoxia mediante Nitrógeno

Exposición de los libros en una atmósfera de nitrógeno, lo que mata los insectos al privarlos de oxígeno. La concentración de  nitrógeno debe ser superior al 99.7%, durante unas 4 semanas.